# За шкуру поліцейського
«За шкуру поліціянта» (фр. Pour la peau d'un flic) — французький кінофільм 1981 року, виконавцем головної ролі та режисером якого став Ален Делон. Екранізація роману Жана-Патріка Маншетта «Скільки кісток!».

## Сюжет
Літня дама наймає колишнього поліцейського Шука, щоб розслідувати зникнення її сліпої дочки Марти. Але жінку вбивають невідомі у центрі Парижа до того, як вона встигає повідомити детективу важливу інформацію. Разом із відставним комісаром Ейманном і своєю секретаркою Шарлоттою Шука намагається розплутати справу, де замішані різні поліцейські служби та наркоторговці. Під час розслідування на Шука у квартирі жертви нападає чоловік на прізвище Прадьє; Шука вбиває його, але спільнику вдається втекти. Повернувшись додому, Шука потрапляє в засідку, влаштовану комісаром Мадріє. Він убиває його, і в результаті тепер за ним полює не лише таємнича банда, але й поліція.
Потім викрадають секретарку Шука, яку він рятує від смерті в останній момент. Шука з'ясовує, що ним маніпулює поліцейський комісар Коччіолі, скеровуючи його проти своїх корумпованих колег. Шука ризикує життям, щоб з'ясувати істину і викрити банду. В останній момент його рятують поліцейські на чолі з Коччіолі.

## У ролях
- Ален Делон — Шука
- Анн Парійо — Шарлотта
- Даніель Чекальді — Коччіолі
- Жан-П'єр Даррас — Шоффар
- Ксав'є Депра — Каспер
- Жак Ріспаль — епізод
- Жерар Ерольд — епізод
- П'єр Бело — епізод
- Аннік Алан — Ізабель Піго
- Паскаль Робертс — Рене Мусон
- Жан Барні — епізод
- Етьєн Шико — епізод
- Віллі Холт — епізод
- Мішель Оклер — Хейман
- Мішель Беррер — епізод
- Філіпп Кастеллі — епізод
- Макс Деро — епізод
- Марі Марчак — епізод
- Жак Пізіа — епізод
- Аріель Семенофф — епізод
- Бріжитт Лае — епізод
- Домінік Зарді — епізод
- Паскаль Віталь — епізод
- Анрі Атталь — епізод
- Мірей Дарк — епізод
- Клер Надо — епізод

## Знімальна група
- Режисер — Ален Делон
- Продюсер — Хорст Вендландт
- Сценарій — Ален Делон, Крістофер Френк, Жан-Патрік Маншетт
- Оператор — Жан Турньє
- Композитор — Оскар Бентон, Сідні Беше